# Caemmerer Lenz
Caemmerer Lenz (bis 1998 Caemmerer und Bender) ist eine deutsch-schweizerische Sozietät mit mehr als 50 Rechtsanwälten sowie Steuerberatern, Wirtschaftsprüfern und Notaren mit Sitz in Karlsruhe und Basel. In Deutschland tritt sie unter dem Namen Caemmerer Lenz auf, in der Schweiz unter Lenz Caemmerer.

## Geschichte
Die Kanzlei wurde in den 1950er Jahren durch Gerhard Caemmerer in Karlsruhe aufgebaut und wuchs in den Folgejahren stetig. 1998 erfolgte der Zusammenschluss mit der Basler Anwalts- und Notarpraxis Lenz Iselin Riggenbach. Die Kanzlei setzte sich damit an die Spitze grenzüberschreitender Aktivitäten im Dreiländereck zwischen Deutschland, Frankreich und der Schweiz.
1954 übernahm die Kanzlei den Fall John. Otto John war Präsident des Bundesamtes für Verfassungsschutz und wurde des Landesverrats angeklagt. John, der verdächtigt wurde für Ost-Berlin spioniert zu haben, wurde nach Rückkehr von einer Reise in die DDR in der BRD inhaftiert. Auch vertrat die Kanzlei Richard Schmid der vom Spiegel wegen Beleidigung verklagt war. Der Kanzleigründer Gerhard Caemmerer galt als "südwestdeutscher Prominentenanwalt". Durch weitere spektakuläre Mandate, die unter anderem durch Caemmerers Sohn Hans Caemmerer betreut wurden, zählte die Kanzlei zu den führenden Namen der frühen Bundesrepublik.       
Die Kanzlei entwickelte sich mit den Jahren einen besonderen Ruf im Bank- und Kapitalmarktrecht, aber auch im öffentlichen Recht. 2002 vertrat die Kanzlei erfolgreich eine Apothekerin vor dem Bundesverfassungsgericht, woraufhin das seit 1956 bestehende Sonntagsöffnungsverbot gekippt wurde. 2011 vertrat die Kanzlei die Deutsche Bausparkasse Badenia. 2014 vertrat die Kanzlei Eric Sarasin, Ex Vizechef der Schweizer Bank J. Safra Sarasin AG, im Schweizer Rechtshilfeverfahren. Das Verfahren wurde später in Deutschland eingestellt. Im Jahr zuvor war die Kanzlei nach dem Ankauf einer Steuerdaten-CD durch das Land Rheinland-Pfalz auf der Empfehlungsliste der Credit Suisse. Die FOCUS Kanzleienliste zählt Caemmerer Lenz im Bereich Bankrecht auf Basis einer unabhängigen Datenerhebung zu Deutschlands Top-Wirtschaftskanzleien. Auch ist die Kanzlei im The Legal 500 Deutschland gelistet.